# Gabriele Sima
Gabriele Sima (Innsbruck, 25 de febrero de 1955 – Viena, 27 de abril de 2016) fue una actriz y cantante de ópera austriaca. Sima gozó de una activa carrera de alcance internacional desde 1979. Fue particularmente conocida por sus actuaciones en el Festival de Salzburgo, en la Ópera Estatal de Viena y en el teatro de Ópera de Zúrich. Interpretó papeles relacionados con los repertorios soprano y mezzosoprano.  

## Biografía
Gabriele Sima nació en Innsbruck y se mudó a Salzburgo. Allí se formó profesionalmente en la universidad Mozarteum de Salzburgo y luego en la Academia de Música en Viena. En 1979, debutó en la opera profesional con Spectaculum, una compañía de ópera vienesa dedicada a interpretar obras barrocas. Desde 1979 hasta 1982 formó parte del programa de artistas jóvenes en la Ópera Estatal de Viena. Posteriormente fue ascendida a la posición de artista residente en la Ópera Estatal de Viena. Mantuvo esta posición hasta 1988 cuando se convirtió en la artista principal en la Ópera de Zúrich.
Su primera aparición profesional en el Festival de Salzburgo fue en 1980, con la ópera de Ernst Krenek, Karl V. Sima continuó actuando allí regularmente durante la siguiente década. Sus actuaciones en Salzburgo incluyeron los papeles de Johanna en el estreno de la Baal (8 de julio de 1981), de Friedrich Cerha, y la enfermera en el estreno de Un rey escucha (7 de julio de 1984), de Luciano Berio. En Salzburgo también actuó en la ópera Penthesilea (1982), de Othmar Schoeck, en Dantons Tod (1983), de Gottfried von Einem, además de un concierto compuesto por Wolfgang Amadeus Mozart en 1987, y en la ópera Elektra (1989) de Richard Strauss. 
En 1991, Sima actuó por primera vez en la Deutsche Oper am Rhein interpretando el papel de Cherubino en Las bodas de Fígaro, y que interpretaría de nuevo en el Teatro comunale de Ferrara en 1994. Regresó varias veces a la Ópera Estatal de Viena durante la década de los 90, cuando interpretó a Annio en La clemencia de Tito (1991), a Octavio en El caballero de la rosa (1991), y a Nicklausse en Los cuentos de Hoffmann (1995). También actuó en múltiples compañías como la Ópera del Estado de Hamburgo durante su carrera. En 2000 encarnó a Juno en la primera recuperación moderna de La divisione del mondo, de Giovanni Legrenzi, en el Festival de Schwetzingen.
Entre otros papeles que interpretó a lo largo de su carrera se encuentran Barbarina en Las bodas de Figaro, Berta en El barbero de Sevilla, Esmeralda en La novia vendida, Fortuneteller en Arabella, Flora en La traviata, Giannetta en El elixir de amor, Papagena en La Flauta Mágica, el Chico de Pastor en Tannhäuser, Siebel en Fausto, y Xenia en Boris Godunov.
Gabriele Sima murió en Viena el 27 de abril de 2016 a los 61 años por causas no reveladas.